# Museo del Aire Midland
El Museo del Aire Midland (nombre original en inglés: Midland Air Museum (MAM)) está situado a las afueras del pueblo de Baginton en Warwickshire, Inglaterra, y es adyacente al Aeropuerto de Coventry. El museo incluye el "Sir Frank Whittle Jet Heritage Center" (llamado así por el pionero de la aviación local e inventor del motor de reacción), donde se muestran numerosas piezas históricas en un gran hangar. También posee otro hangar pequeño y un área verde cercada, en la que se exhiben muchos aviones al aire libre.

## Aviones en exhibición

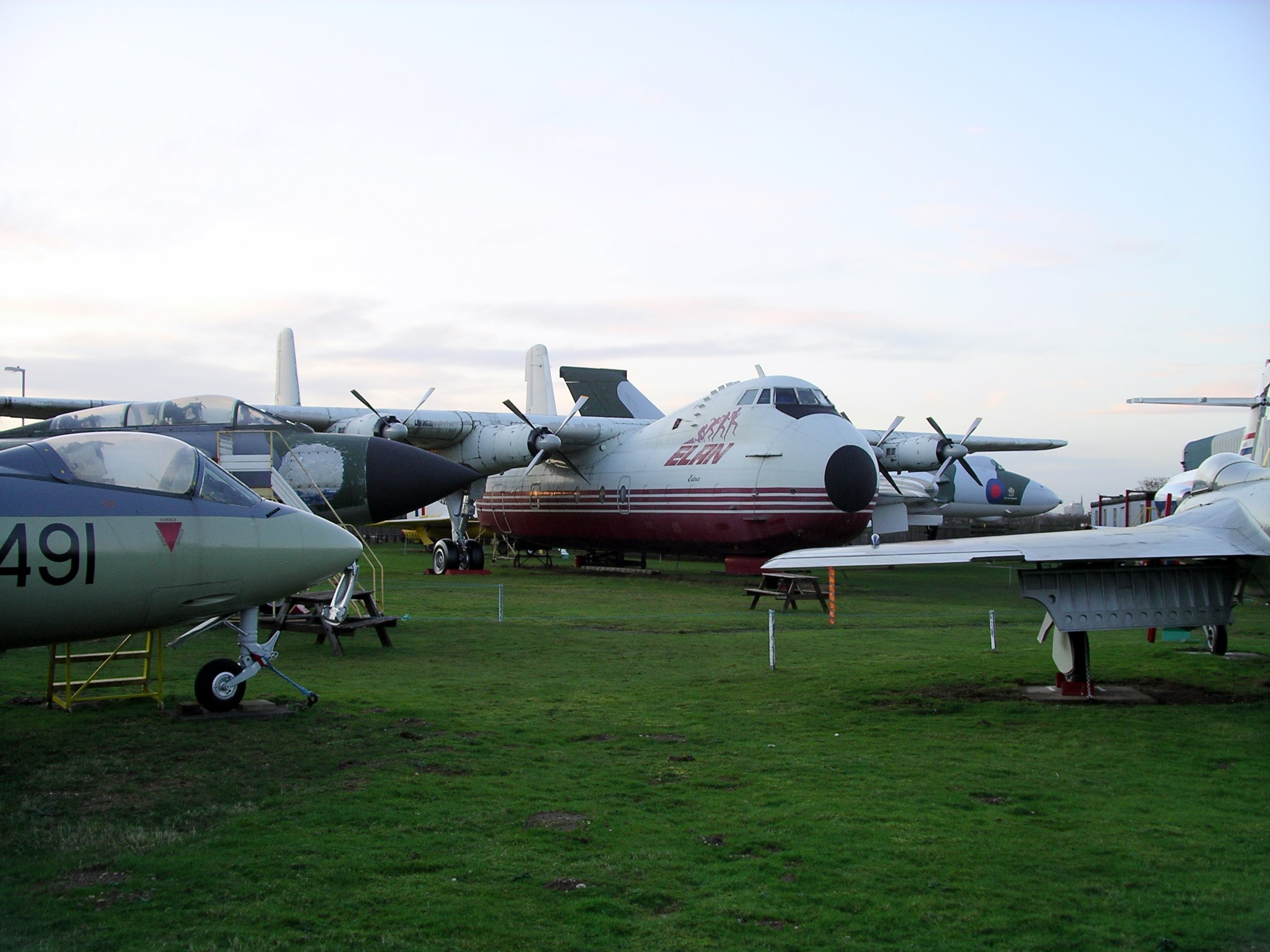
Armstrong Whitworth Argosy AW.650 (ex G-APRL)

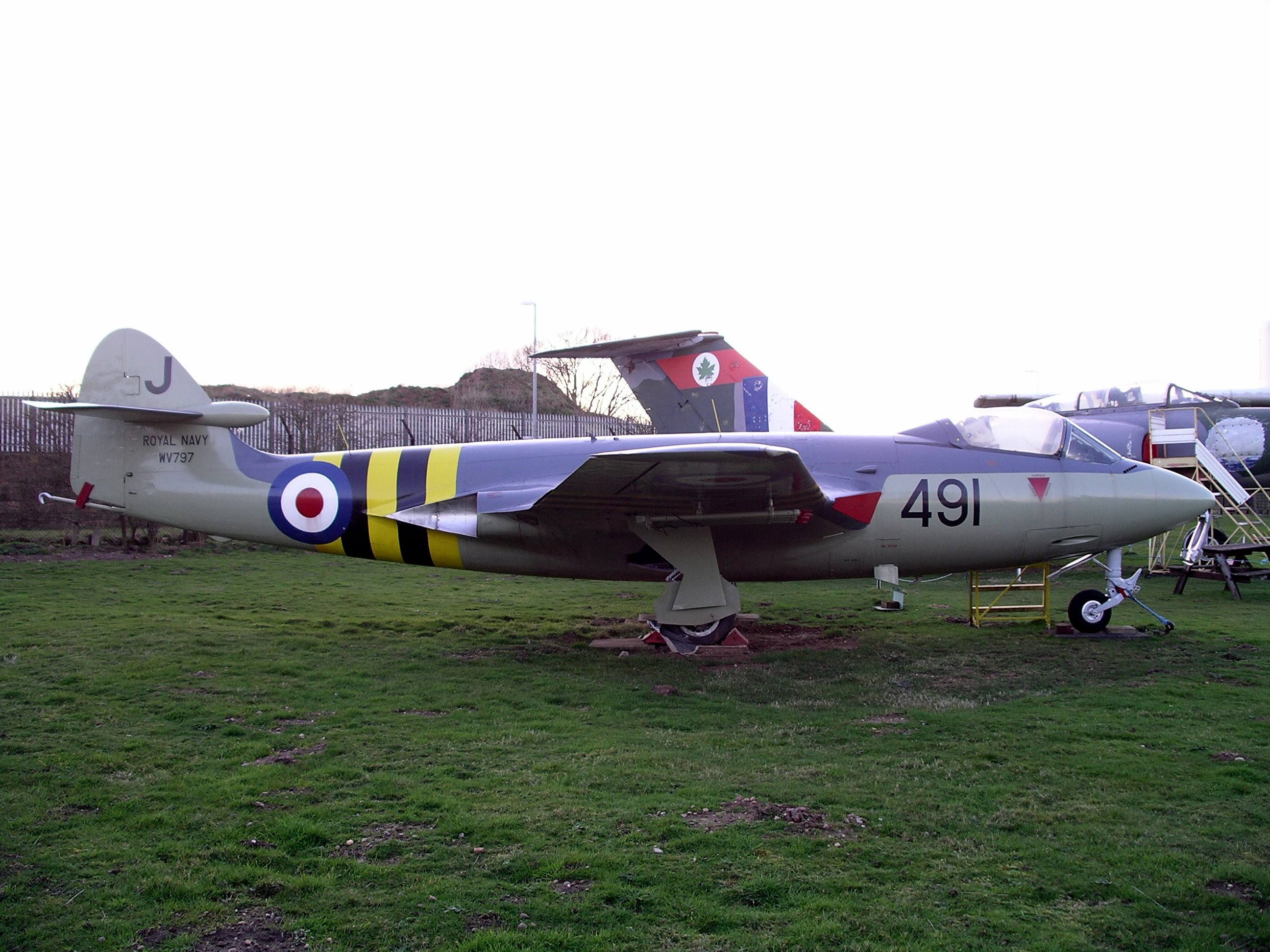
Armstrong Whitworth Sea Hawk FGA.6 (ex WV797)

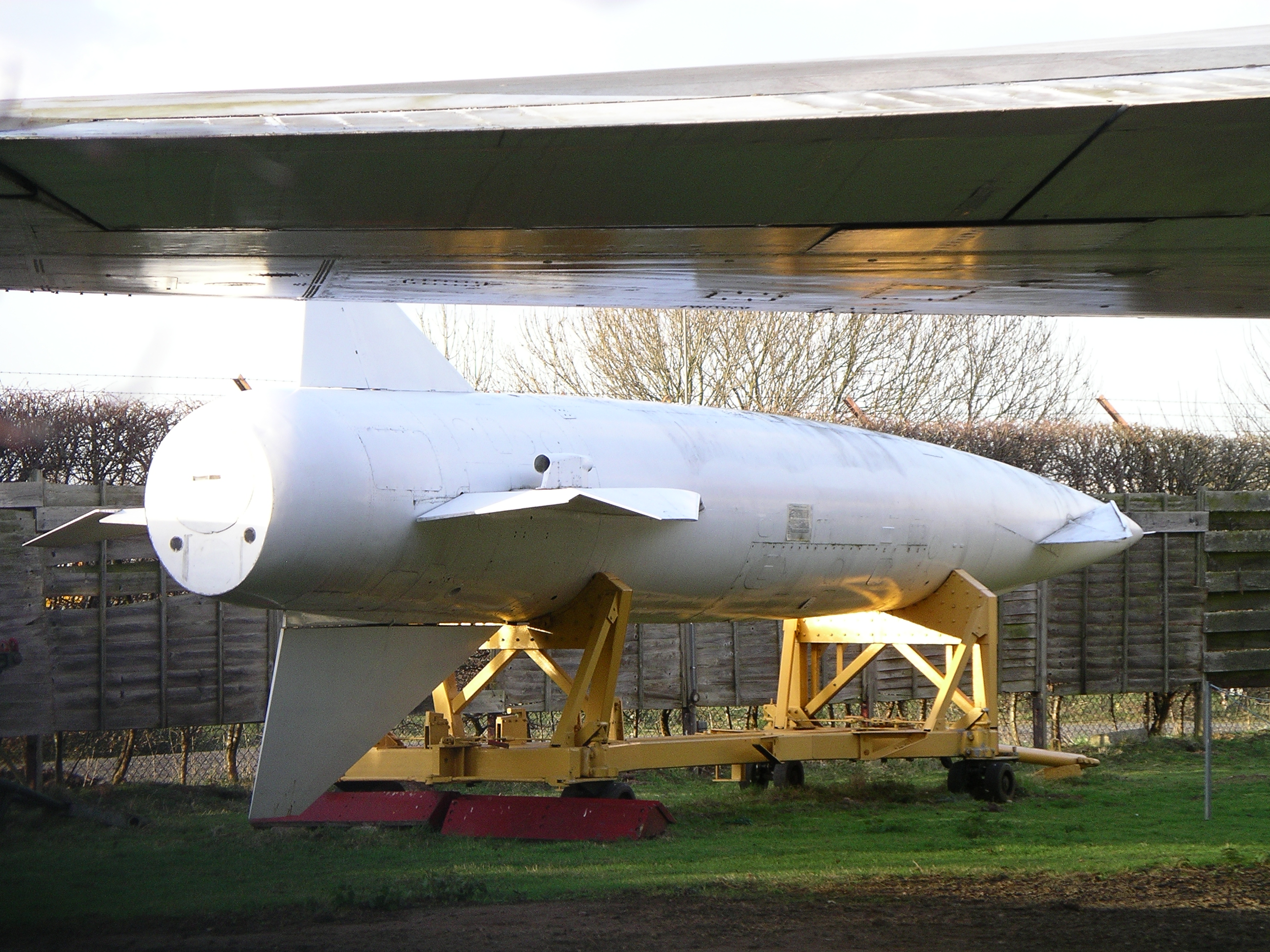
Misil nuclear Avro Blue Steel (bajo el ala de un avión Avro Vulcan)

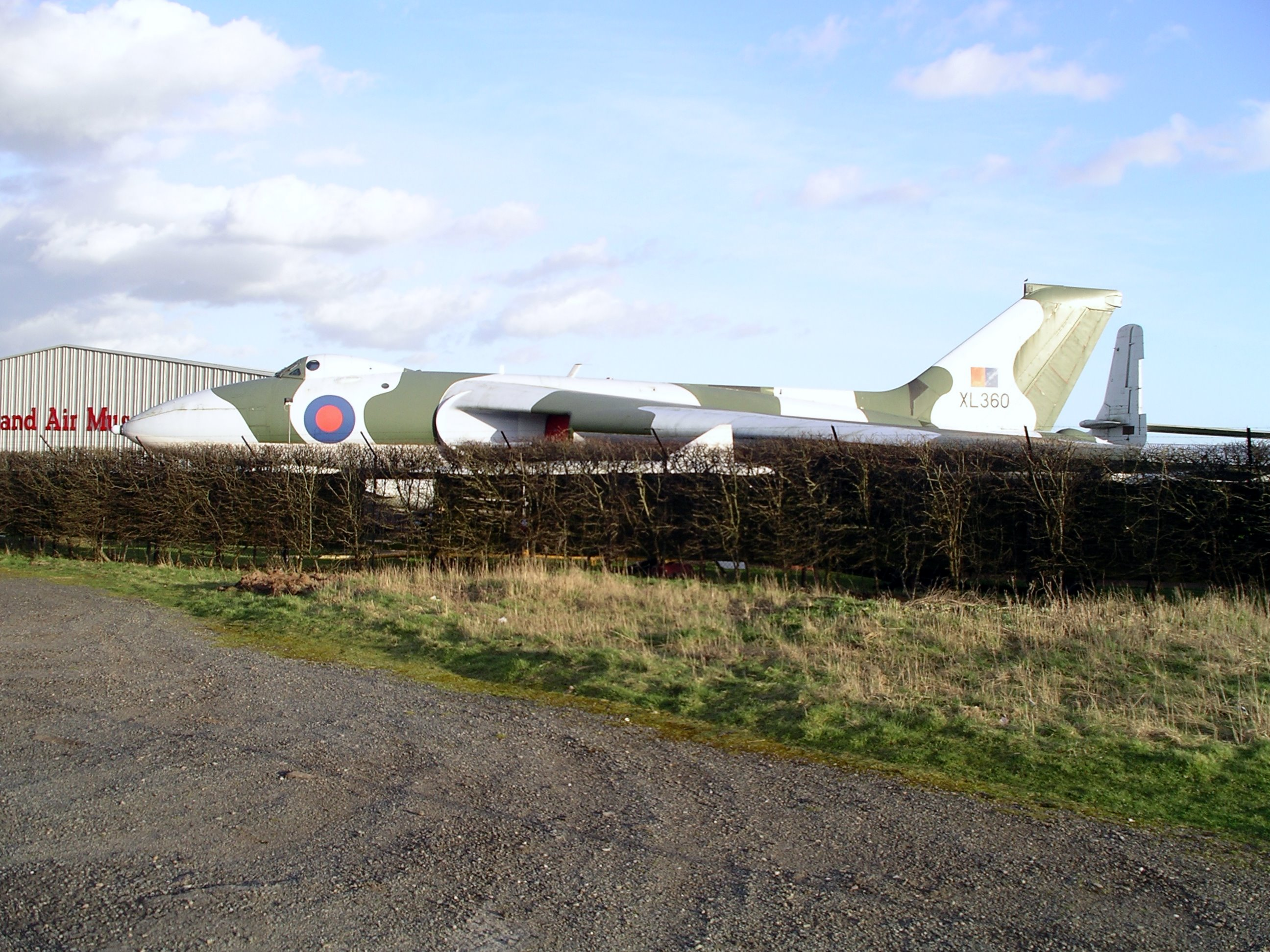
Avro Vulcan B.2 (ex XL360)

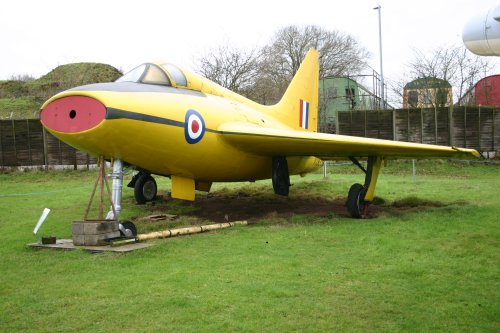
Boulton Paul BP.111A (ex VT935)

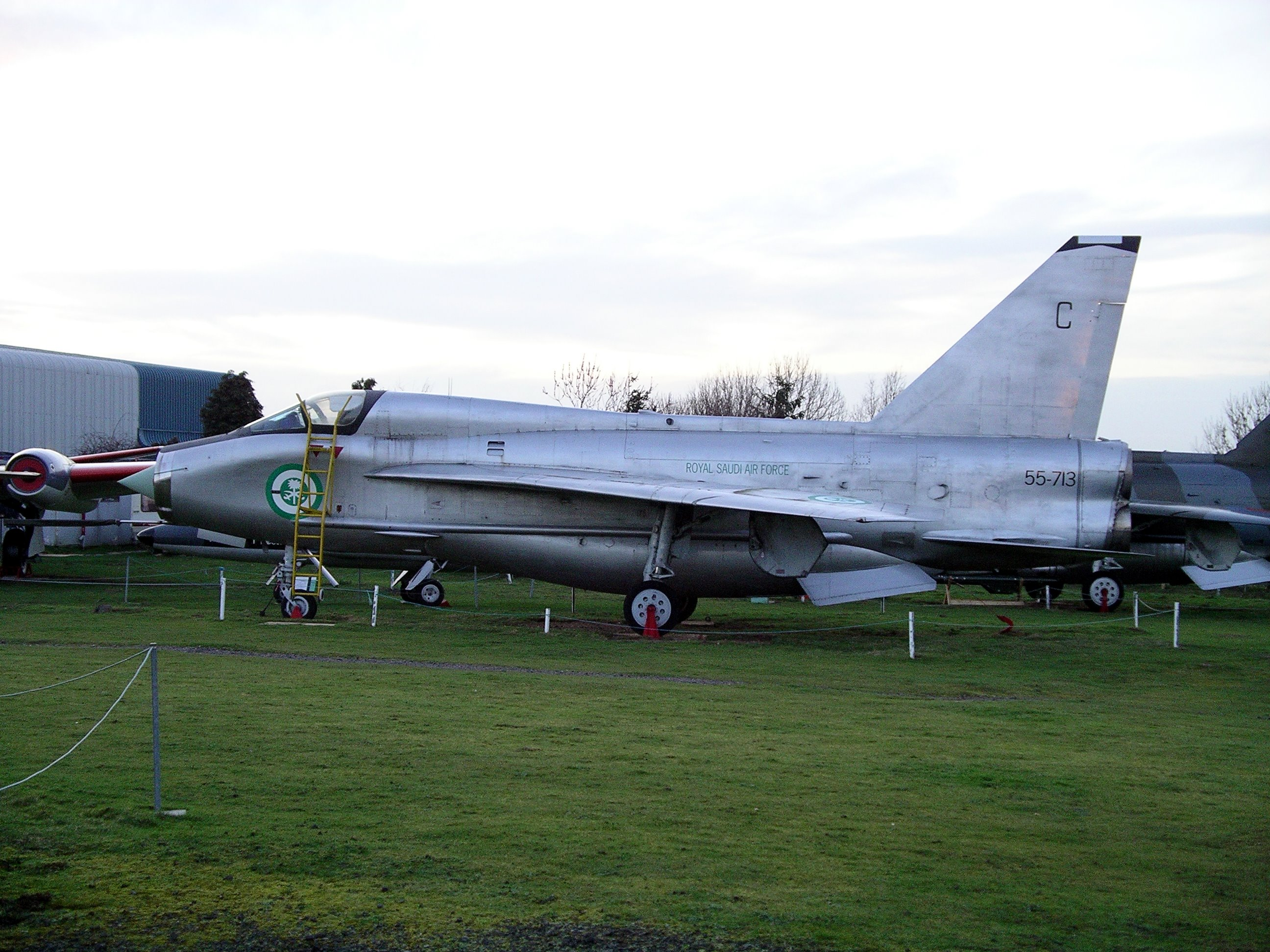
English Electric Lightning T55 (ex 55-713)

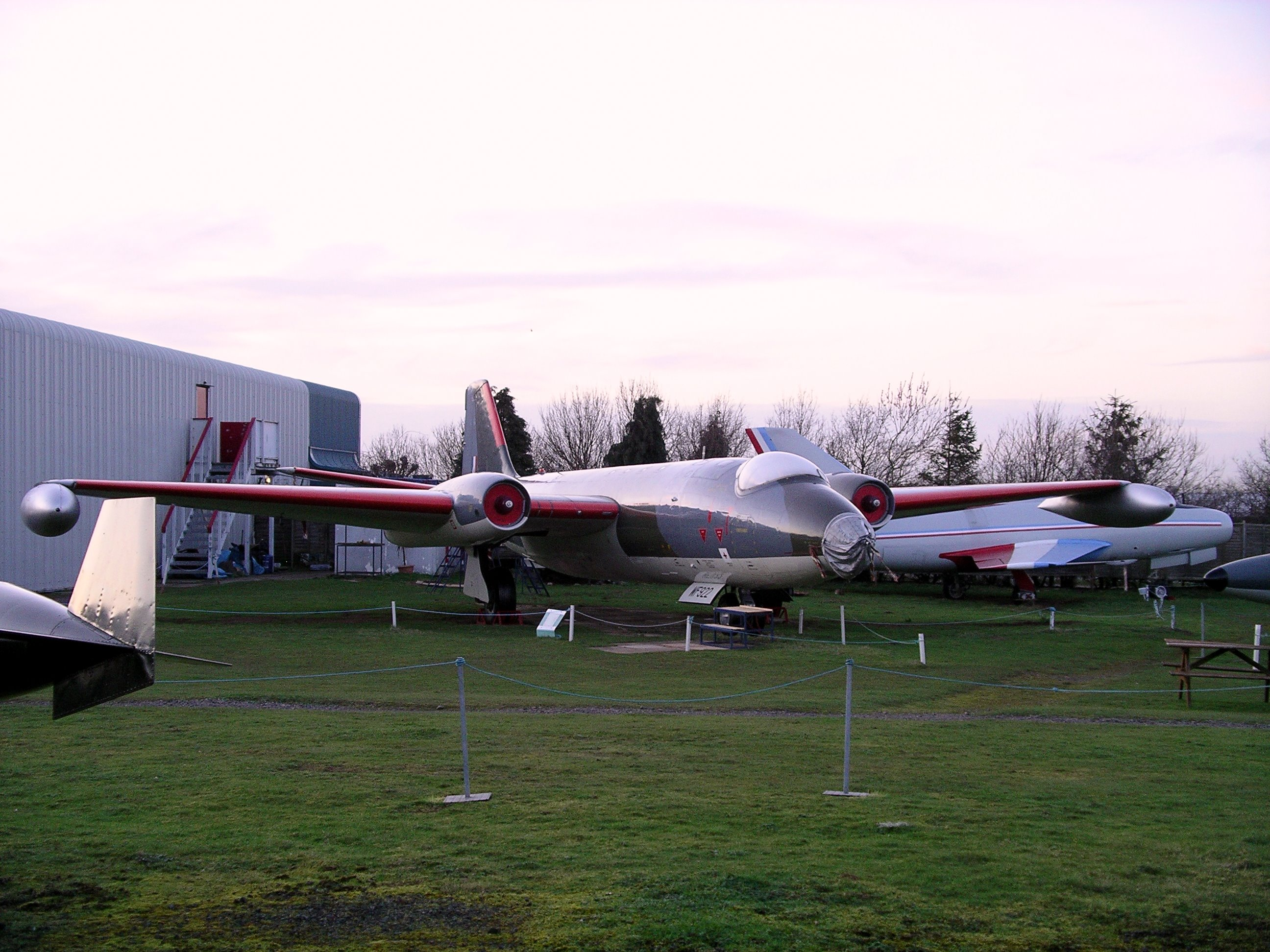
English Electric Canberra PR3 (ex WF992)

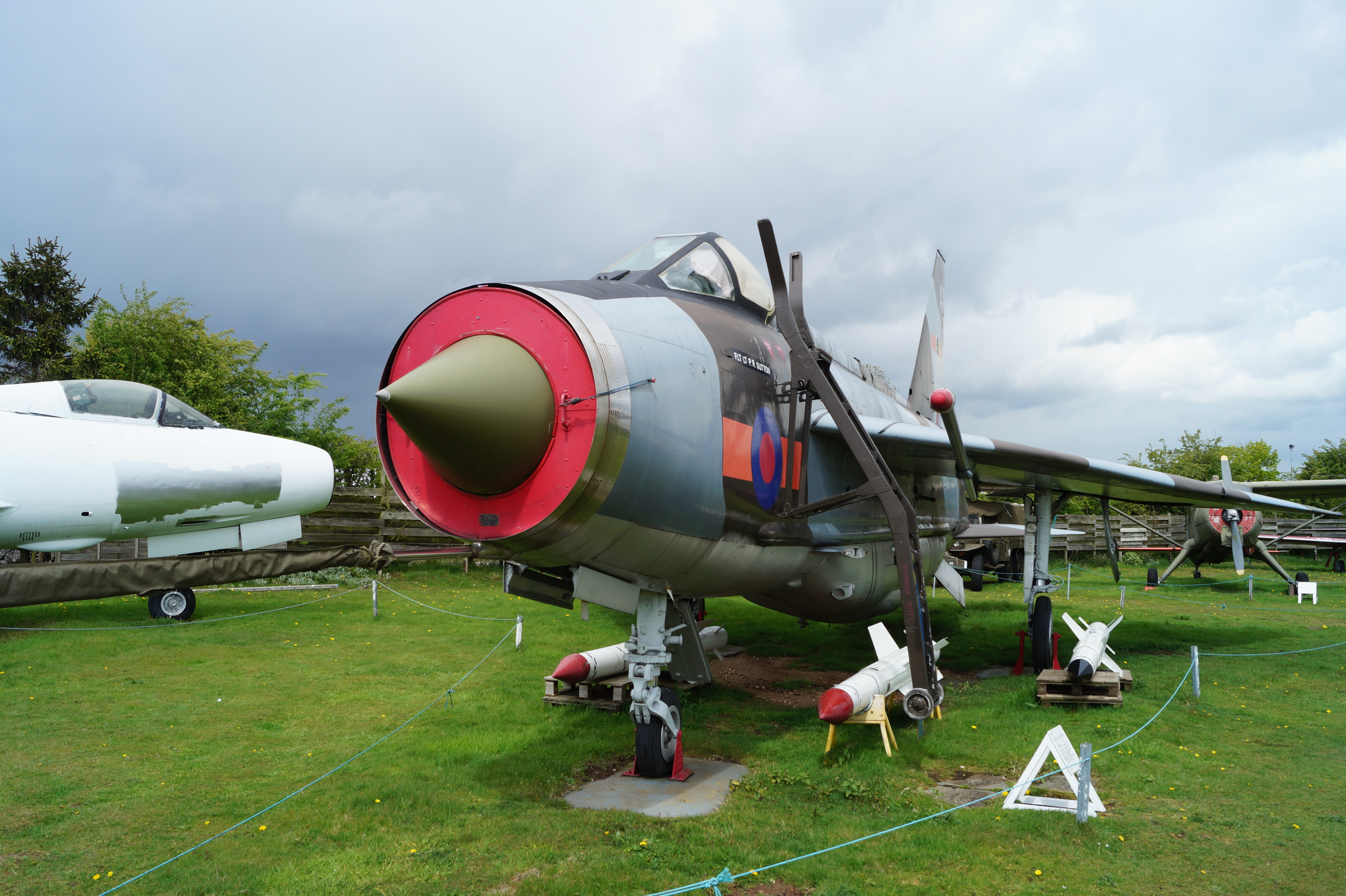
BAC Lightning F.6 (ex XR771)

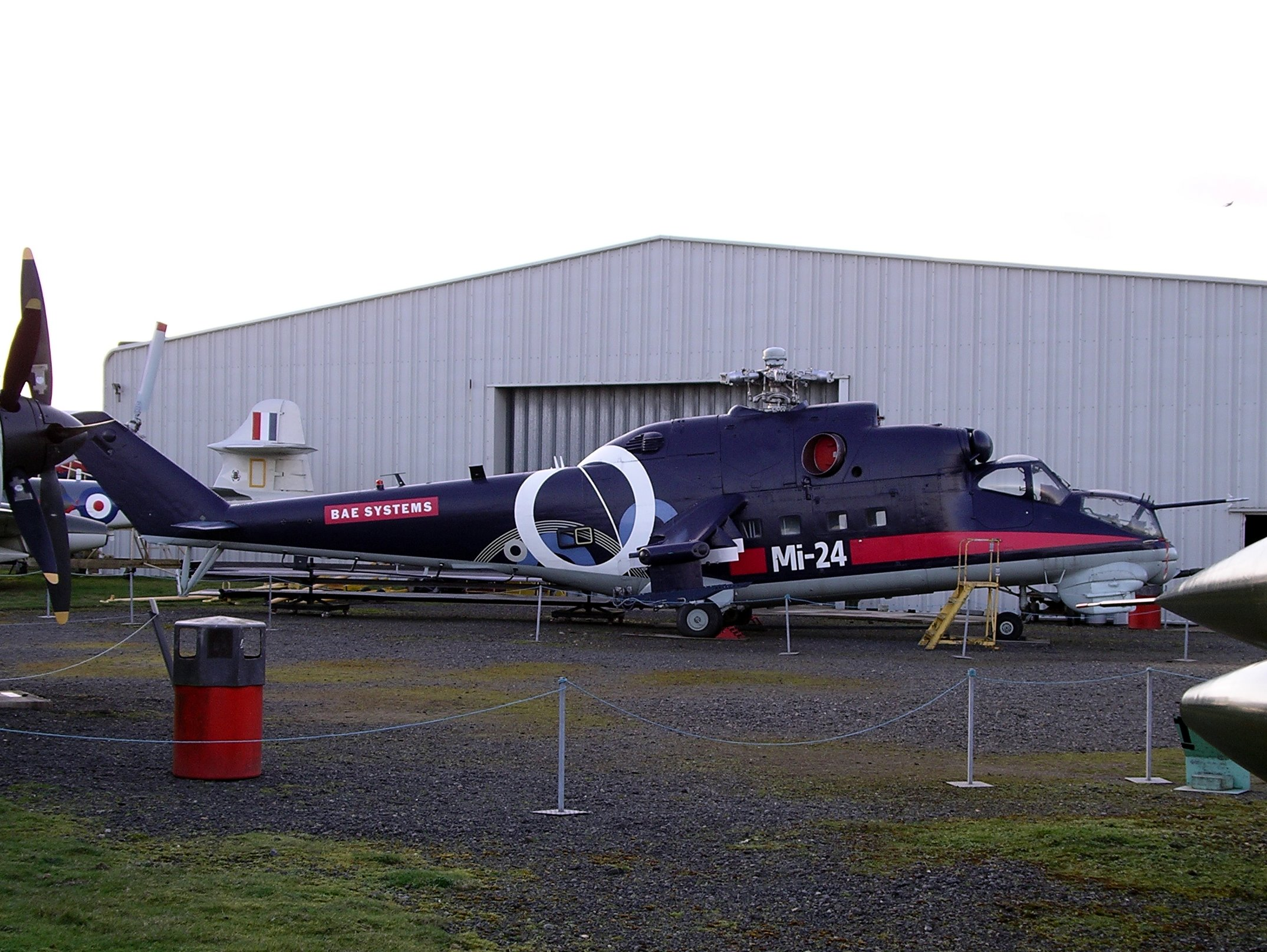
Helicóptero Mil Mi-24

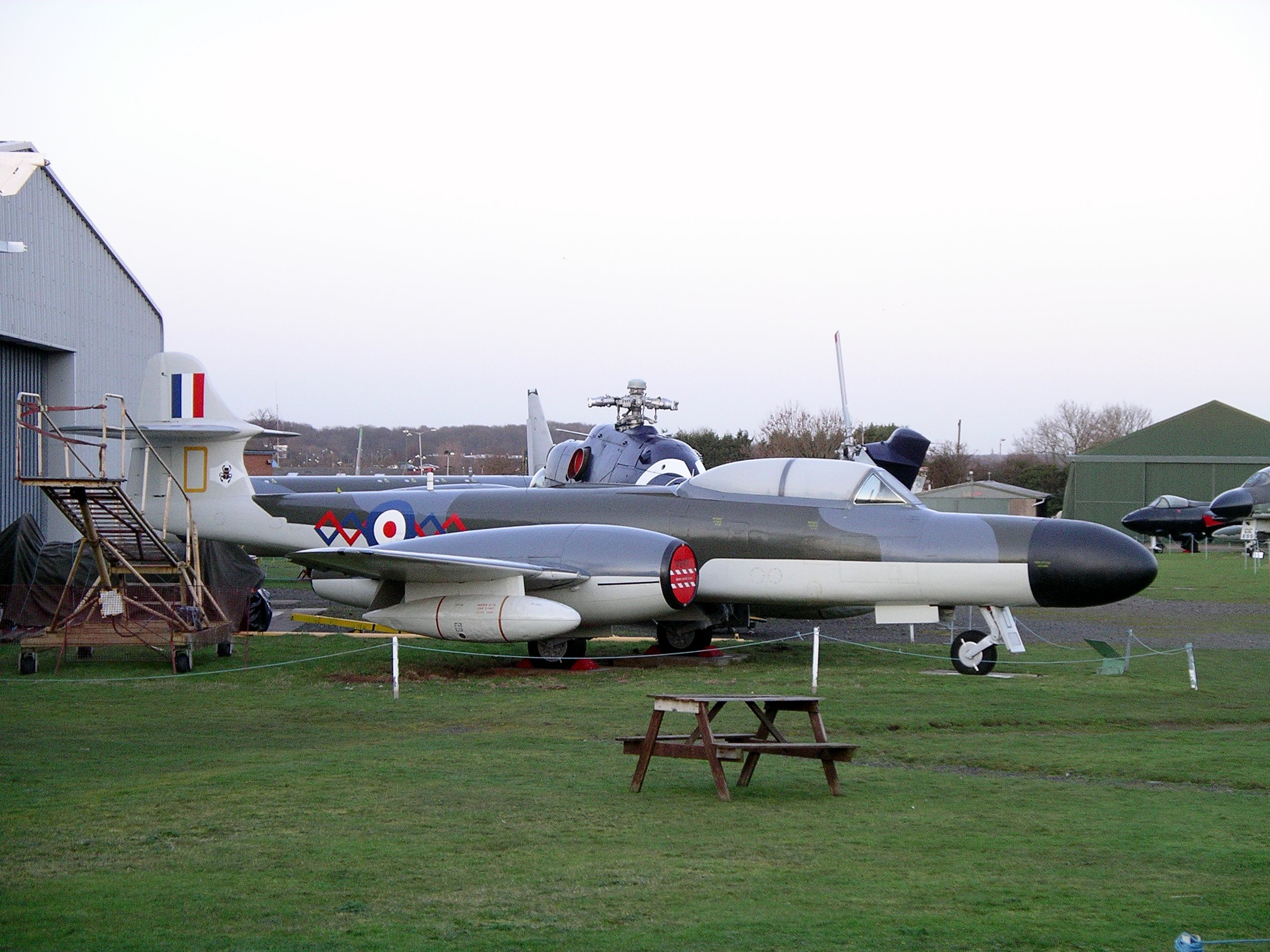
Gloster Meteor NF.14 (ex WS838, prestado por el Museo de la RAF)

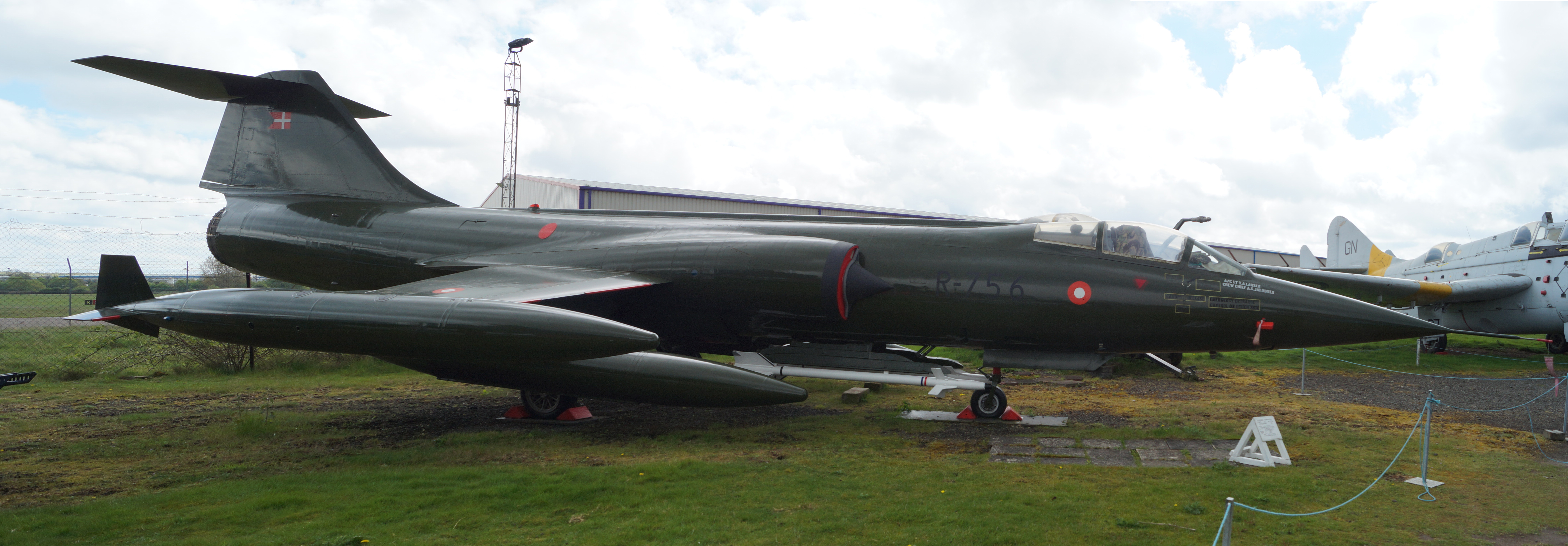
Lockheed F-104G Starfighter (ex R-756)

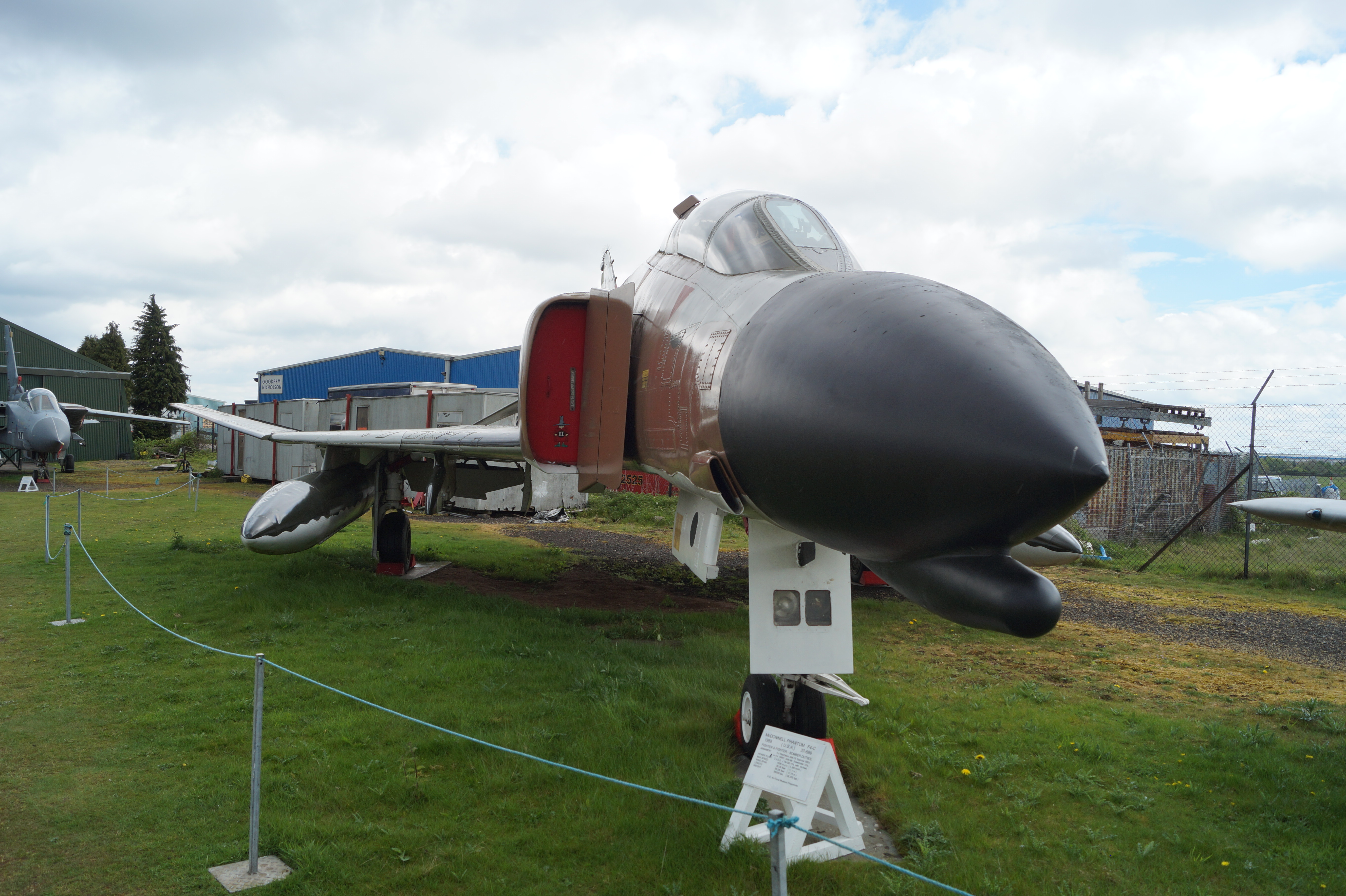
McDonnell F-4C Phantom II (ex 63-7699, prestado por el Museo de la USAF)

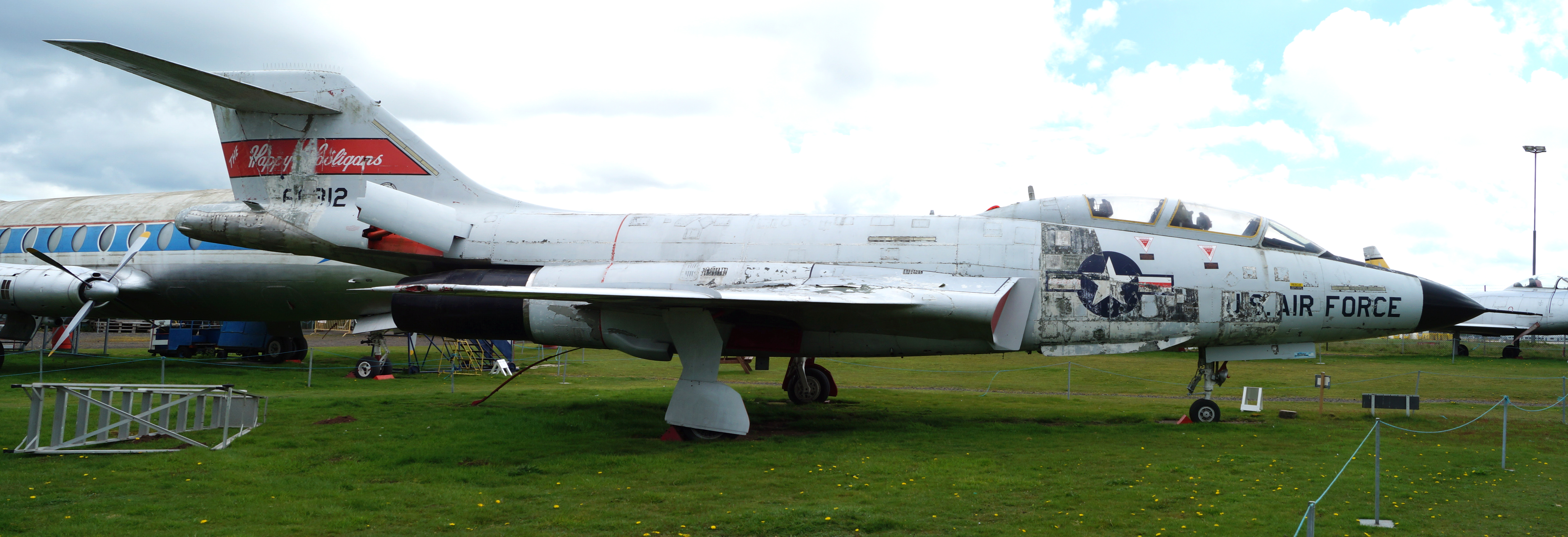
McDonnell F-101B Voodoo (ex 56-0312)

Los dos aviones más grandes del museo son un Avro Vulcan B.2 y un Armstrong Whitworth Argosy AW.650 (serie 101). El Avro Vulcan restaurado es un avión con ala en delta que originalmente era parte de la fuerza Bombardero V, y podía estar equipado con misiles nucleares como parte del papel de Gran Bretaña en la fuerza disuasoria nuclear de la OTAN durante la Guerra Fría. Se exhibe cerca del estacionamiento del museo, junto con un misil Avro Blue Steel (con el aspecto del diseño inicial de un misil nuclear de este tipo), y un Boulton Paul BP.111A, un avión experimental con ala delta de la década de 1950.
El museo también posee un English Electric Canberra PR.3, dos English Electric Lightning (el interceptor más rápido de la RAF), dos Gloster Meteor (uno prestado por el Museo de la Royal Air Force), un Armstrong Whitworth Sea Hawk FGA.6, un helicóptero Mil Mi-24 y muchos otros.

### Lista de aeronaves en exhibición
| Aeronave                                       | Registro Civil/ Serie Militar/ Consejo de Preservación de la Aviación Británica Número (BAPC) | Notas |
| ---------------------------------------------- | --------------------------------------------------------------------------------------------- | --- |
| Armstrong Whitworth Argosy AW.650 (series 101) | G-APRL                                                                                        | Habitualmente abierto para ver su interior |
| Armstrong Whitworth Meteor NF.14               | WS838                                                                                         | En préstamo del Museo de la Royal Air Force (de Cosford)                                                                                               |
| Armstrong Whitworth Sea Hawk FGA.6             | WV797                                                                                         | Marina Real |
| Armstrong Whitworth Whitley                    | N1498                                                                                         | Sección del fuselaje y otras partes originales; el único Whitley que se conserva                                                                       |
| Avro Vulcan B.2                                | XL360                                                                                         | Real Fuerza Aérea |
| Beagle B.206                                   | G-ASWJ                                                                                        | |
| Hawker Siddeley Buccaneer S.2B                 | XX899                                                                                         | Sección de la nariz de propiedad privada |
| Boulton Paul P.111A                            | VT935                                                                                         | |
| Bristol Beaufighter                            | Possibly T5298                                                                                | Sección de la cabina |
| British Aerospace Sea Harrier FA.2             | ZE694                                                                                         | En préstamo de BAE Systems |
| CMC Leopard                                    | G-BRNM                                                                                        | |
| Crossley Tom Thumb                             | BAPC.32                                                                                       | Almacenado |
| Dassault Mystere IVA                           | 70                                                                                            | Fuerza Aérea Francesa, en préstamo del Museo de la USAF                                                                                                |
| de Havilland Dove 2                            | G-ALCU                                                                                        | Pintado como G-ALVD |
| de Havilland Sea Vixen FAW.2                   | XJ579                                                                                         | Sección de la nariz |
| de Havilland Sea Vixen FAW.2                   | XN685                                                                                         | |
| de Havilland Vampire F.1                       | VF301                                                                                         | Único Vampire Mk.1 en el Reino Unido |
| de Havilland Vampire T.11                      | XD626                                                                                         | Almacenado |
| de Havilland Vampire T.11                      | XE855                                                                                         | Fuselaje en exhibición en el Hangar Robin |
| de Havilland Canada U-6A Beaver                | 58-1062                                                                                       | |
| Druine D.31 Turbulent                          | BAPC.126                                                                                      | |
| English Electric Canberra PR.3                 | WF922                                                                                         | Cabina solamente |
| English Electric Canberra T.17A                | WH646                                                                                         | Sección de la nariz |
| BAC Lightning F.6                              | XR771                                                                                         | |
| English Electric Lightning T.55                | 55-713                                                                                        | |
| Fairey Gannet T.2                              | XA508                                                                                         | En préstamo del Museo Fleet Air Arm; único Mk.2 Gannet conservado                                                                                      |
| Fairey Ultra Light                             | G-APJJ                                                                                        | |
| Flettner Fl 282V-10                            | 28368                                                                                         | Aeronave parcial; fuselaje con cabeza de rotor y ruedas                                                                                                |
| Folland Gnat F.1                               | XK741                                                                                         | Actualmente pintado para representar un GN-101 de la Fuerza Aérea Finlandesa; fuselaje solo con alas de réplica, actualmente en reconstrucción         |
| Gloster Javelin FAW.5                          | XA699                                                                                         | Real Fuerza Aérea |
| Gloster Meteor F.4                             | EE531                                                                                         | Segundo Meteor más antiguo que se conserva |
| Gloster Meteor F.8                             | VZ477                                                                                         | Sección de la nariz |
| Hawker Hunter F.6A                             | XF382                                                                                         | Real Fuerza Aérea, en préstamo del Museo de la USAF |
| Hawker Siddeley 125 series 1                   | G-ARYB                                                                                        | Fuselaje y ala de babor parcial; antiguo banco de pruebas                                                                                              |
| Humber Monoplane                               | BAPC.9                                                                                        | Réplica |
| Kaman HH-43B Huskie                            | 62-4535                                                                                       | Fuerza Aérea de los Estados Unidos, en proceso de restauración, uno de los dos únicos en el Reino Unido                                                |
| Lockheed T-33A                                 | 51-4419                                                                                       | Antigua Fuerza Aérea Francesa, pintado para representar un T-33 de la Fuerza Aérea de los Estados Unidos, prestado por el Museo de la USAF             |
| Lockheed T-33A                                 | Sin marcas                                                                                    | Antigua Fuerza Aérea Francesa 17473, pintado para representar un CT-133 de la Real Fuerza Aérea Canadiense, prestado por el Museo de la USAF           |
| Lockheed F-104G Starfighter                    | R-756                                                                                         | Fuerza Aérea Danesa, en préstamo del Museo de la USAF                                                                                                  |
| McDonnell F-101B Voodoo                        | 56-0312                                                                                       | Fuerza Aérea de los Estados Unidos, en préstamo del Museo de la USAF                                                                                   |
| McDonnell F-101B Voodoo                        | 57-0270                                                                                       | En préstamo del Museo de la USAF; nariz, equipo de bombardeo del campo de aviación y ayuda de entrenamiento de rescate (no visible)                    |
| McDonnell F-4C Phantom II                      | 63-7414                                                                                       | En préstamo del Museo de la USAF; desmantelado, uso de repuestos                                                                                       |
| McDonnell F-4C Phantom II                      | 63-7699                                                                                       | En préstamo del Museo de la USAF |
| Mignet HM.14 "Flying Flea"                     | G-AEGV                                                                                        | |
| Mil Mi-24                                      | Red 06                                                                                        | |
| Mikoyan-Gurevich MiG-21SPS                     | 959                                                                                           | Fuerza Aérea de Alemania Oriental |
| North American F-86A Sabre                     | 48-0242                                                                                       | Fuerza Aérea de los Estados Unidos, en préstamo del Museo Imperial de la Guerra, Duxford                                                               |
| North American F-100D Super Sabre              | 54-1174                                                                                       | Antiguo avión de la Fuerza Aérea Francesa pintado para representar un F-100 de la Fuerza Aérea de los Estados Unidos, prestado por el Museo de la USAF |
| Parnall Pixie IIIa                             | G-EBJG                                                                                        | Almacenado |
| Panavia Tornado GR.4                           | ZA452                                                                                         | Real Fuerza Aérea |
| Percival Prentice T.1                          | VS623                                                                                         | Real Fuerza Aérea |
| P.Z.L. Mielec TS-11 Iskra                      | 1H0408                                                                                        | Marcado como 1706 de la Fuerza Aérea Polaca |
| SAAB J29F Tunnan                               | 29640                                                                                         | Fuerza Aérea Sueca, único ejemplar en el Reino Unido                                                                                                   |
| Slingsby Cadet TX.1                            | BGA.804                                                                                       | Almacenado |
| Sopwith Pup                                    | BAPC.179                                                                                      | Réplica, pintada como serie A7317 |
| Vickers Viscount 708                           | F-BGNR                                                                                        | Marcas Air Inter, propiedad del Museo Midland Air |
| Westland Whirlwind Series 3                    | G-APWN                                                                                        | Marcas de Bristow |
| Westland Whirlwind HAS.7                       | XK907                                                                                         | Área de almacenamiento: restos de la sección de la nariz                                                                                               |
| Wheeler Slymph                                 | G-ABOI                                                                                        | Almacenado |

#### Antiguos modelos registrados en el British Aircraft Preservation Council
- BAPC. 25 - Planeador Nyborg TGN-111.[1]
- BAPC. 26 - Auster AOP.9.[1][nb 1]
- BAPC. 67 - Bf 109 (réplica)[3][nb 2]
- BAPC. 68 - Hurricane (réplica)[3][nb 3]
- BAPC. 69 - Spitfire (réplica)[3][nb 4]
- BAPC. 72 - Hurricane (réplica)[3][nb 5]
- BAPC. 125 - Clay Cherub[6]

## Motores en exhibición
El Midland Air Museum tiene una serie de motores aeronáuticos en exhibición con una sección dedicada al trabajo de Frank Whittle.

### Motores de pistón
- Alvis Leonides
- Bentley BR1
- Rolls-Royce Griffon

### Motores de turbina de gas
- Armstrong Siddeley Mamba
- Armstrong Siddeley Double Mamba
- Armstrong Siddeley Sapphire
- Armstrong Siddeley Viper
- de Havilland Ghost (Svenska Flygmotor RM2)
- Bristol Siddeley Orpheus
- Rolls-Royce Avon
- Rolls-Royce Derwent
- Rolls-Royce Gem
- Rolls-Royce Spey
- Rover W2B/26

### Motores cohete
- Bristol Siddeley BS.605
- Armstrong Siddeley Stentor